# 의정부시의회
의정부시의회는 경기도 의정부시 지역을 관할하는 기초의회이다.